# Radio Bassin Arcachon
Pour les articles homonymes, voir RBA.
Radio Bassin Arcachon (RBA) était une radio locale émettant sur le bassin d'Arcachon en Nouvelle-Aquitaine et sur la métropole Bordelaise.  
Elle émet sur la bande FM, avec l'ancienne fréquence de Radio Côte d'Argent (1978-1984) puis Aqua FM, et émet en DAB+ sur Bordeaux et sa région à compter du 05/11/2020.
Radio du groupe Mediameeting, située à la Teste-de-Buch, Radio Bassin d’Arcachon se positionnait comme une radio musicale adulte, familiale, fédératrice et de proximité car très impliquée dans la vie locale. Rémi Castillo (journaliste et animateur radio) s’est associé à Mediameeting pour créer et diriger cette nouvelle station.
Elle est remplacée en 2023 par Forever Bassin d’Arcachon.

## Référence
1. ↑  RBA, la nouvelle radio du Bassin d'Arcachon